# Comté de McMinn
Pour les articles homonymes, voir McMinn.
Le comté de McMinn est un comté de l'État du Tennessee, aux États-Unis, fondé en 1819.